# Trachymyrmex bugnioni
Trachymyrmex bugnioni is een mierensoort uit de onderfamilie van de Myrmicinae. De wetenschappelijke naam van de soort is voor het eerst geldig gepubliceerd in 1912 door Forel.